# 王用賢 (嘉靖進士)
王用賢（1515年—？），字伯純，直隸保定府祁州人，民籍，明朝政治人物。

## 生平
嘉靖二十五年（1546年）丙午科順天府鄉試第四十三名舉人。嘉靖二十九年（1550年）中式庚戌科會試第一百二十八名，三甲第五十三名進士。知咸宁县，爱民好士。嘉靖三十三年（1554年）正月选授陕西道試御史，九月實授御史，纠劾不避权贵，巡视太仓有声。三十六年二月出为陕西靖边兵备佥事，營筑延绥西路粮道，升参议，卒于官。

## 家族
曾祖王偉；祖父王子魯；父王瑤，母張氏；繼母李氏。重庆下。弟尚賢、进贤、梦賢。